# さいたま住宅検査センター
一般財団法人さいたま住宅検査センター（いっぱんざいだんほうじんさいたまじゅうたくけんさセンター）は、埼玉県で事業を行う法人。さいたま市浦和区に本部を置く。発足は2000年3月に埼玉県知事の許可をうけた財団法人であったが、2011年3月1日に一般財団法人となった。

## 概要
- 所在：埼玉県さいたま市浦和区岸町7-12-3
- 理事長：強瀬良雄　（2010年6月より[2]）
- 事務所：本部を兼ねるさいたま中央事務所の他、県内に7事務所がある。